# ラテリーナ
ラテリーナ（伊: Laterina）は、イタリア共和国トスカーナ州アレッツォ県ラテリーナ・ペルジネ・ヴァルダルノに属する分離集落（フラツィオーネ）。
かつては独立したコムーネであったが、2018年1月1日にペルジネ・ヴァルダルノと合併して新自治体の一部となった。

## 地理

### 位置・広がり

#### 隣接コムーネ
コムーネとしてのラテリーナは、以下のコムーネと隣接していた。
- アレッツォ
- カスティリオーン・フィボッキ
- チヴィテッラ・イン・ヴァル・ディ・キアーナ
- ペルジネ・ヴァルダルノ
- テッラヌオーヴァ・ブラッチョリーニ